# 小行星3556
小行星3556（英語：3556 Lixiaohua）是一颗围绕太阳公转的小行星。1964年10月30日，紫金山天文台在南京发现了此天体。
这颗小行星的绝对星等为142.70800等。